# アンナ・リー
アンナ・リー（英: Anna Lee; 中: 安娜・李、本名：李 宗望〈リ・ゾンワン〉、1984年4月22日 - ）は、台湾・台北市出身の歌手、タレント、女優。
話す言葉は中国語、台湾語、日本語、英語、韓国語。

## キャッチコピー
「こんなに、そんなに、あんなに、のアンナ・リー」を自己紹介の時に使用している。

## 活動範囲
現在は歌やダンス、楽曲制作、テレビ番組司会など幅広い分野で活躍する台湾在住のマルチタレント。
『九頭身のトリリンガル』と称され、語学が堪能。
中国語、日本語、英語などを含め自ら作詞。
"女盛り"でグローバルに活躍中。

## 来歴
国立台湾師範大学教育学部卒。身長170cm、体重45kg。血液型O型。
アジアのポップカルチャーの発信基地である日本への憧れから、大学時代に姉妹校の日本宇都宮大学に交換留学生として一年間留学。2007年「16万人が選んだ新アジアンスター」オーディション入賞がきっかけで、公式ファンクラブ及び公式ブログを開設、2008年4月に再来日。アジアでマルチに活躍するのが夢。
2010年7月3日、台湾女性グループZERO＋(ゼロプラス)のリーダーとして歌手デビュー。
多数のテレビやイベントの司会も担当、「AEA 2019年アジアeスポーツ大賞」で総合ベスト司会者賞を受賞。
2022年に独立して音楽／エンターテイメント会社を設立。会社名の「A-One」は、子どもの頃から両親に呼ばれてきた愛称「阿望 (発音：アーワン)」から名付けられた。「常に初心を忘れず、自分らしく今を生きる」という意味が込められている。日台友好をテーマにした楽曲をはじめ、様々なジャンルの音楽も発信している。

## 音楽作品
台湾
2024年
《Amabie Jazz》：2024/03/18リリース、作詞担当、プロデューサーは榊一生(Doc Eason)（日本語）
《つながる心/心心相繫》：2024/02/28配信、作詞＆MV監督担当、プロデューサーは榊一生(Doc Eason)（日本語+中国語）
《Mama Boy》：2024/01/04リリース、作詞＆MV監督担当、プロデューサーは榊一生(Doc Eason)（韓国語+英語+台湾語）
2023年
《Second Home》：2023/07/14リリース、作詞作曲＆MV監督担当、プロデューサーは榊一生(Doc Eason)（中国語+日本語）
《Dive into You》：2023/01/18リリース、作詞＆MV監督担当、榊一生(Doc Eason)と共同プロデュース（英語+台湾語）
2022年
《HeyDay》：2022/08/08リリース、作詞＆MV監督担当、榊一生(Doc Eason)と共同プロデュース（日本語+台湾語）
《そばにいるよ》：2022/01/05リリース、作詞＆MV監督担当、榊一生(Doc Eason)と共同プロデュース（日本語）
《全ての愛をください》：2022/10/28リリース、作詞担当（日本語）
《どう？》：2022/10/28リリース、作詞担当（日本語）
《Amabie》：2022/03/21リリース、作詞担当、プロデューサーは榊一生(Doc Eason)（日本語）
2021年
《我在你身旁～By Your Side～》：2021/12/25作詞担当（中国語+英語）（2019亞洲電競大賞台灣站EDソング）
2020年
《キラキラ星》：作詞担当（日本語）
2018年
《最強のボビッター》作詞担当（日本語）
2017年
《索吻姐，自嗨！》（「布蘭妮氏安娜」名義、〝索吻姐，自嗨！〞EPに収録）
《神指神劍江湖湖》（「布蘭妮氏安娜」名義、〝索吻姐，自嗨！〞EPに収録）
《相約2.5次元》（「布蘭妮氏安娜」名義、〝索吻姐，自嗨！〞EPに収録）
《Let You Go》作詞担当（日本語）
2012年
《與天同行的觀測者》（命運石之門シュタインズ・ゲート 繁中版タイトル曲）
《Another Heaven》（命運石之門シュタインズ・ゲート 繁中版 EDソング）
2011年
《Savvy Go Pretty》（「ZERO+鄰家女孩」名義、ワコールSavvyシリーズCMソング）
《開啟愛》（「ZERO+鄰家女孩」名義、〝《女孩‧華麗冒險》〞EPに収録、，華義ゲームズ 神鑰王タイトル曲）
《Savvy Go Pretty》（「ZERO+鄰家女孩」名義、〝《女孩‧華麗冒險》〞EPに収録、ワコールSavvyシリーズCMソング）
2010年
《Sha la la la》：2010/07/03リリース（「ZERO+鄰家女孩」名義、〝嬉戲〞EPに収録）

## 出演

### 日本

#### テレビ
- 世界の果てまでイッテQ!（日本テレビ、2007年11月18日）
- あらびき団（TBS、2008年10月1日、2009年5月13日）-この番組はタレント用ビザの更新のために出演している。
- 熱血!平成教育学院（フジテレビ、2008年11月16日）
- お宝TVデラックス（NHK BS-2、2009年3月7日）
- 日立 世界・ふしぎ発見!
  - アンナ・リーの恋しちゃった台湾♥2021〜グルメ占い神秘の森（TBS、2021年2月13日）- ミステリーハンター[1][2]
  - アンナ・リーの台湾グルメ遺産（TBS、2021年6月26日）- ミステリーハンター[3]
  - 京都の中の台湾 台湾の中の京都（TBS、2022年5月14日）- ミステリーハンター[4][5]
  - 神様の気まぐれ旅 台湾・媽祖祭 予測不能な400km（TBS、2023年4月22日）- ミステリーハンター[6][7]

#### テレビドラマ
- リーガル・サービス-最大の利益-（2019年、BS日テレ） - 布蘭妮 役
- 路〜台湾エクスプレス〜（2020年5月16日 - 30日、NHK総合） - 林芳慧 役
- 今夜の旅はドラマチック～台灣、君を追いかけて（2021年3月24日、NHK BS4K）
- ソロ活女子のススメ4 第1話（2024年4月4日、テレビ東京） - 茶房の店員 役[8]

#### 映画
- 花ゲリラ（2009年、河野浩司監督） - 汪李佳 役

#### アンバサダー
- 台湾フェスタ2022

#### 雑誌
- PINKY (集英社)

#### WEB
- MIDTOWN TV えみりの美女ラボ（GyaO、2008年4月22日） えみりジェンヌとして出演
- アジアエンタメサイト　ブロコリ 「アンナ・リーのGO!GO!華流エンタメ」 コーナーにて スペシャルリポーター(2008年4月〜)
- モデルバンク 「ANNA BEAUTY PROJECT」(2008年8月〜)
- セレブスタイルジャパン・ニュース　ZERO＋(ゼロプラス)CD＆写真集『嬉戲』7月3日発売！(2010年6月30日)

#### その他
- 日刊ゲンダイ 「@失礼します」コーナー（2008年10月11日）

### 台湾
- 多数のテレビやイベントの司会を担当し、「AEA 2019年アジアeスポーツ大賞」で総合ベスト司会者賞を受賞。
- 2022年に音楽/エンタメ会社を設立し、子供の頃から親に呼ばれた愛称「阿望(発音：アーワン)」を「常に初心を忘れず、自分らしく今を生きる」という意味を込めて英語の発音「A-One」に変えて会社の名前を付けた。